# Chlibodariwka (obwód chersoński)
Chlibodariwka (ukr. Хлібодарівка) – wieś na Ukrainie, w obwodzie chersońskim, w rejonie kachowskim, w hromadzie Askania Nowa. W 2001 liczyła 1085 mieszkańców, spośród których 944 wskazało jako ojczysty język ukraiński, 97 rosyjski, 15 krymskotatarski, 1 mołdawski, 20 ormiański, a 8 inny.